# 1372
1372 (MCCCLXXII) a fost un an bisect al calendarului iulian, care a început într-o zi de sâmbătă.

## Nașteri
- 9 decembrie: Beatrice a Portugaliei (d. 1408)

## Decese
- 17 noiembrie: John Mandeville  (n. 1300)
- 11 septembrie: Isabella de Valois (1348–1372) contesă de Vertu, ducesă de Milano prin căsătorie (n. 1348)
- dată necunoscută: Iachint de Vicina  (n. ?)